# Wilhelm Franz (Politiker)
Wilhelm Heinrich Ludwig Franz (* 1804; †  1871) war ein preußischer Amtsrat und Gutspächter sowie ein freikonservativer Abgeordneter im Konstituierenden Reichstag des Norddeutschen Bundes.

## Leben
Franz war ein preußischer Amtsrat und seit 1836 Gutspächter in Eggenstedt im Landkreis Wanzleben in der Provinz Sachsen. Er betrieb dort eine Schweinezucht sowie eine Brennerei und war an der Gründung einer Sparkasse in Eggenstedt beteiligt. Franz verfasste Artikel für die Annalen der Landwirthschaft in den Königlich Preußischen Staaten. Er war außerdem Vorsitzender der Deputation zur Förderung der Pferdezucht, Mitglied der Kommission zur Kontrolle der Thierschauen und Mitglied des Ersten Congresses Norddeutscher Landwirthe.
Er war seit 1848 Pächter der Schlossdomäne in Ballenstedt und verpachtete diese 1857 weiter an seinen Schwiegersohn Ernst Rabe.
Im Februar 1867 wurde Franz im Wahlkreis Magdeburg 6 (Wanzleben) zum Mitglied des Konstituierenden Reichstags des Norddeutschen Bundes gewählt. Er gehörte den Freikonservativen an und stimmte dem Verfassungsentwurf der bismarckfreundlichen und kleindeutschen Mehrheit zu.